# Anasimyia
Anasimyia   (лат.) — род двукрылых из семейства журчалок.

## Описание
Расстояние между латеральными глазками и сложными глазами превышает диаметр глаза в три-четыре раза у самок и в полтора раза у самцов. Лицо под усиками, как правило, отчётливо выгнутое.

## Систематика
Разные авторы читают Anasimyia либо самостоятельным родом, либо рассматривают как подрод Helophilus или Lejops.
В составе рода:
- Anasimyia contracta Claussen & Torp, 1980
- Anasimyia femorata Simic, 1987
- Anasimyia interpuncta (Harris, 1776)
- Anasimyia inundatus (Violovitsh, 1979)[3]
- Anasimyia japonica (Shiraki, 1930)[3]
- Anasimyia lineata (Fabricius, 1787)
- Anasimyia lunulata (Meigen, 1822)
- Anasimyia smirnovi (Stackelberg, 1924)[3]
- Anasimyia subtransfugus (Stackelberg, 1963)[3]
- Anasimyia transfuga (Linnaeus, 1758)